# Guadalupe Amor

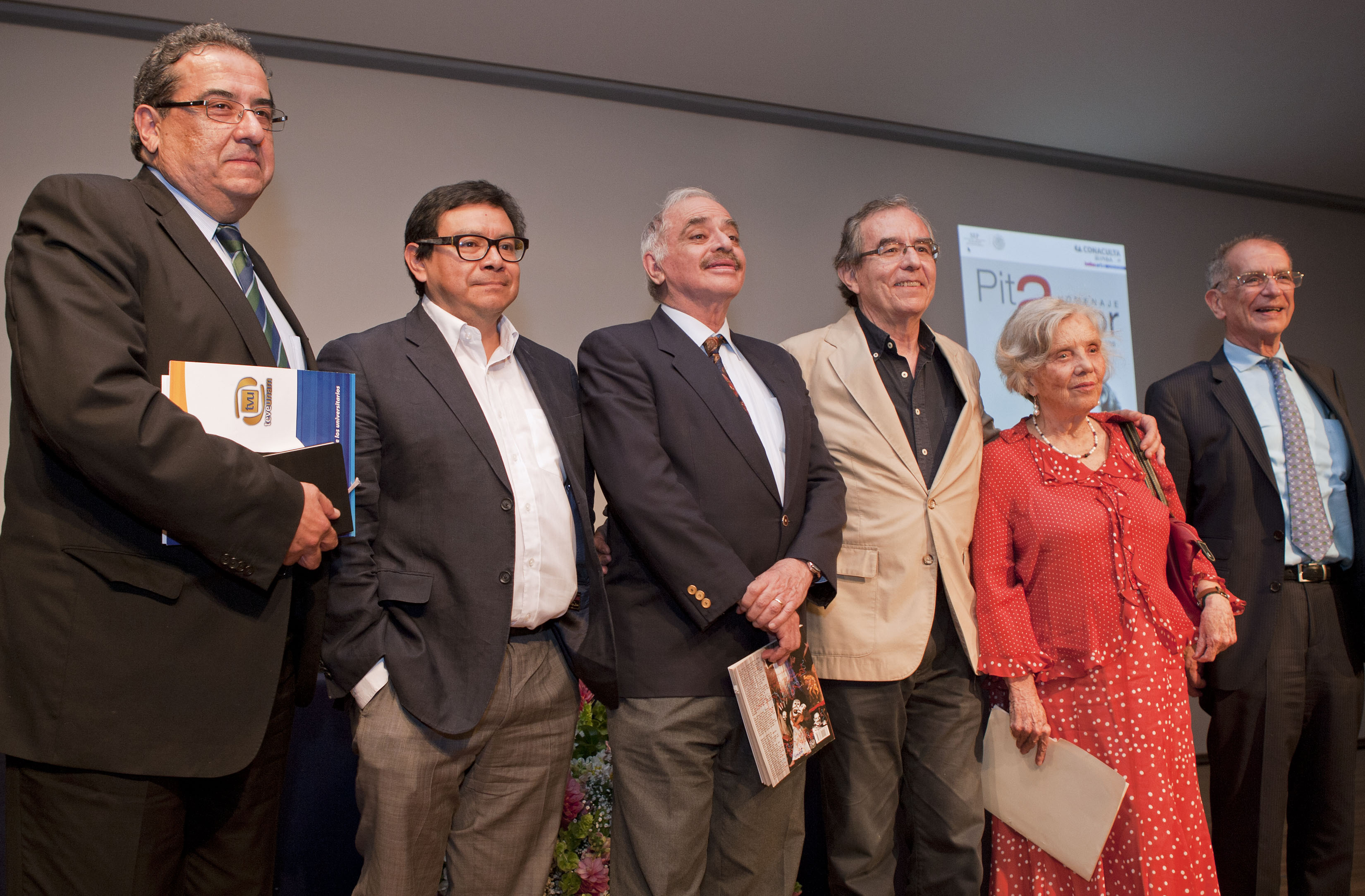
Homenagem a Pita Amor

Guadalupe Teresa Amor Schmidtlein, alias Pita Amor (Cidade do México, 30 de maio de 1918, ibidem, 8 de maio de 2000) foi uma escritora mexicana.
Era membro da “velha aristocracia mexicana” e foi atriz e modelo para fotógrafos ou pintores como Diego Rivera o Raúl Anguiano.

## Obra
- 1946: Yo soy mi casa
- 1947: Puerta obstinada
- 1948: Círculo de angustia
- 1949: Polvo
- 1953: Décimas a Dios
- 1958: Sirviéndole a Dios, de hoguera
- 1959: Todos los siglos del mundo
- 1984: Soy dueña del universo